# Xã Orlien, Quận Ward, Bắc Dakota
Xã Orlien (tiếng Anh: Orlien Township) là một xã thuộc quận Ward, tiểu bang Bắc Dakota, Hoa Kỳ. Năm 2010, dân số của xã này là 47 người.